# Haddenham (Cambridgeshire)
Haddenham è un villaggio e parrocchia civile dell'Inghilterra, appartenente alla contea del Cambridgeshire.